# Coptodisca arbutiella
Coptodisca arbutiella is een vlinder uit de familie van de Heliozelidae. De wetenschappelijke naam van de soort is voor het eerst geldig gepubliceerd in 1904 door Busck.